# Група „Кукув ден“
Групата „Кукув ден“ се формира през 1975 г. като тесен приятелски „поетически кръг“. През следващите години кръгът се разширява като в него се включват главно студенти от Художествена академия, Музикална академия и Софийския университет „Кл. Охридски“. Основната дейност на кръга се състои в обмен на информация за съвременното изкуство, често приемаща дискусионни форми. Споделят се също личните творчески експерименти, инспирирани от модернистични течения като дадаизъм, сюрреализъм, абстракционизъм. По това време подобни опити са категорично отхвърляни от идеолозите на тоталитарния режим. Пътят за навлизането на всички млади автори в организирания художествен живот в страната е строго регламентиран и очертан.
Участниците в група „Кукув ден“ в по-голяма или в по-малка степен приемат за невъзможно да се противопоставят директно на системата и да се изявяват свободно в публичното пространство. Затова приемат идеята за „вътрешна духовна имиграция“ и започват да използват различни алтернативни форми за художествен изказ с иносказателен и пародиен характер. Така в края на 70-те години се поставя началото на ежегодни карнавали, които се провеждат в дома на Орлин и Емилия Дворянови на ул. „Генерал Гурко“ в София. По време на тези тематични вечери, посветени на сюрреализма, Ориента, космоса, аргонавтите и др. се представят камерни изложби, пърформанси, скечове, прожекции на диапозитиви. Тези изяви отразяват една от основните концепции на кръга, насочена към създаване на колажи от разнообразни артистични форми.
Друга линия е свързана с концепции за естетизация на градската среда. От нея тръгва създадената през 1984 г. група „Динамична естетизация“ („ДЕ“), която започва да действа акционистки в градска и природна среда.
В средата на 80-те основната част от група „Кукув ден“ започва да снима филми с любителска камера. До политическата промяна са създадени шест филма, като последните от тях са монтирани окончателно в първите години на демокрацията.
От 1987 до 1990 г. групата издава за свое вътрешно ползване информационна брошура „Кукув дневник“. Тя се списва на пишеща машина, но понякога се допълва с текстове писани и илюстрирани на ръка. Издава се всеки месец в 30 екземпляра и се разпространява вътре в тесния приятелски кръг. Наред с преведени или преснимани материали за съвременното изкуство на Запад, в нея се описват различни смешни случки от живота на кукувците. През същия период „Кукув ден“ активизира дейността си и се включва с групово създадени инсталации и пърформанси в изложбите организирани от клуб „Изкуство в действие“ и Клуба на (вечно) младия художник (К(в)МХ) към Съюза на българските художници.
През 1990 г. членовете на групата са сред учредителите на сдружение „Изкуство в действие“.

## Идеология
Идеологическата платформа на група „Кукувден“ има три фокуса:
I. Изкуство: Всички участници са творчески индивидуалности, създаващи свое лично творчество. Те нямат амбицията да се нарекат художествено течение, да работят в сходен стил или да създават обща естетическа платформа. Принципите им са:
- Довери се на необходимостта да се себеизразяваш.
- Радостта от собственото ти откритие е по-важна от чуждото признание.
- Важен е твоят вътрешен критерий.
- Важно е да материализираш желанията и представите си.
- Важно е да създаваш, а не да се притесняваш за съдбата на създаденото от теб.

II. Карнавал: Чрез предпочитаната карнавална форма групата отдава почит към карнавалността на живота. Понятието „карнавал“ съдържа в себе си вечния игрови импулс, желанието за разрушаване на шаблона чрез игра.
III. Документ: През 1988 г. групите започнаха издаването на месечната брошура „Ку-ку-дневник“ с основни рубрики: „Манифести-концепции“ (материали за световния авангард), „Опознай кукувиста“ (шеговити разкази за участници в движението), информация за предстоящи културни събития в столицата и галерия от рисунки. Основни съставители на брошурата са Велико Шербанов и Орлин Дворянов.

## Хронология на движението „Ку-ку“
- 1975 г. Образуване на „Поетически кръг – 1975“: духовна атмосфера за творчески търсения на група приятели на възраст между 18 и 25 години: Вячеслав Ботев, Орлин Дворянов, Мария Христова, Мария Мисанова, Георги Рупчев, Лидия и Милети Светославови и др.
- 1977–1978 г. Трансформиране на „Поетически кръг – 1975“ в „Дискусионен“ чрез присъединяване към него на студенти от ВИИИ „Николай Павлович“, БДК, СУ „Св. Климент Охридски“. Участници: Рафи Шехирян, Румен Серафимов, Олег Гочев, Георги Траянов, Емилия и Орлин Дворянови, Вени Алкова, Вяра Грънчарова и много други.
- 1978–1981 г. Период, в който участниците в кръга се обединяват около две различни концепции за по-нататъшните си дейности.
- 1981–1984 г. Обособяване на групата „Кукувден“: Орлин и Емилия Дворянови, Милети и Лидия Светославови, Олег Гочев, Вяра Грънчарова, Вячеслав Ботев, Иван и Илиана Узунови.
- 1984 г. Основаване на групата „Динамична естетизация“ (ДЕ): Добрин Пейчев и Орлин Дворянов.
- 1984–1985 г. Участие на група „ДЕ“ заедно с арх. Венцислав Дучев в младежки пленер и конкурси.
- 1987 г. Обявяване на творческата програма „Дело срещу преходността“ на група „ДЕ“. В рамките на тази програма за периода
- 1987–1989 г. са проведени 23 художествени акции в София и страната. В някои от тях участва и групата „Кукувден“.
- 1988 г. Групите „Кукувден“ и „ДЕ“ започват да издават месечната брошура (фензин) „Кукудневник“ в тираж 30 бр., тъй като е предназначен за вътрешно ползване.
- 1989 г. Група „ДЕ“ става съучредител на Клуба на младия художник и клуб „Изкуство в действие“. В изложбата „Земя и небе“ група „ДЕ“ се представя с „Мост към небето“, а група „Кукувден“ – с филма „Око“. През същата година двете групи участват в изложбата „Висящи обекти от хартия“ в зала „Универсиада“ в София.
- 1990 г. В началото на годината „Поетически кръг – 1975“ възобновява съществуването си в леко променен състав под името „Литературно – естетически кръг „Хермес“. Участие на групите „ДЕ“, „Кукувден“ и „Хермес“ в изложбата „10x10x10“ в СУ „Св. Климент Охридски“.